# Joseph McKenna

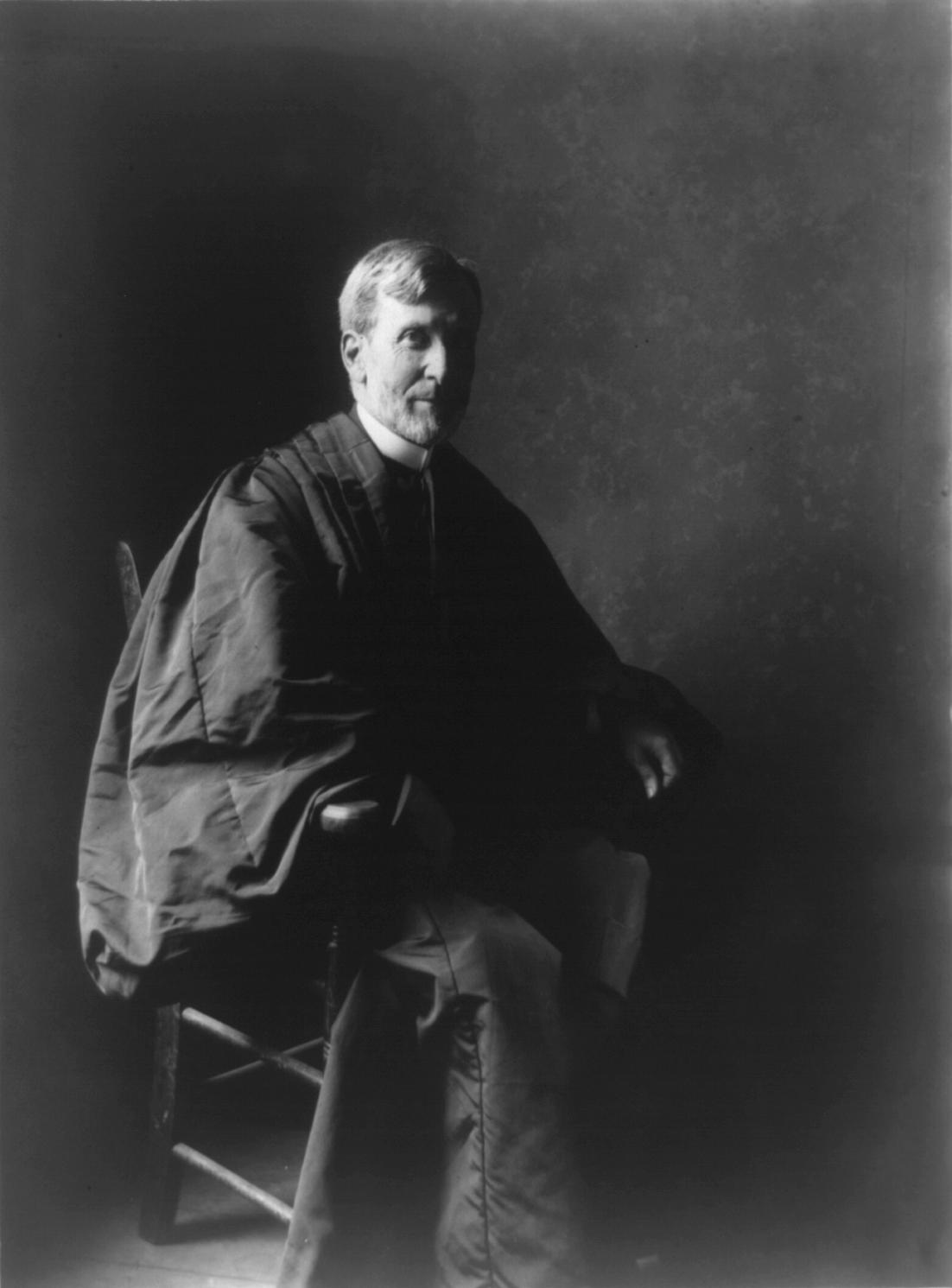
Joseph McKenna

Joseph McKenna (* 10. August 1843 in Philadelphia, Pennsylvania; † 21. November 1926 in Washington, D.C.) war ein US-amerikanischer Jurist, Politiker, Justizminister (Attorney General) und Richter am United States Supreme Court.

## Studium und berufliche Laufbahn
Der Sohn irischer Einwanderer absolvierte zunächst ein allgemein bildendes Studium am Saint Joseph’s College in Philadelphia. Danach folgte ein Studium der Rechtswissenschaften am Collegiate Institute in Benicia (Kalifornien), das er mit einem 1864 Bachelor of Laws (LL.B.) beendete.
Nach der Zulassung zum Rechtsanwalt war er bereits von 1865 bis 1869 Bezirksstaatsanwalt im Solano County. 1892 berief ihn Präsident Benjamin Harrison als Nachfolger des verstorbenen Lorenzo Sawyer zum Richter am Bundesberufungsgericht für den neunten Gerichtskreis, das für die Bezirke Alaska, Arizona, Mittel-, Ost- und Südkalifornien, Hawaii, Idaho, Montana, Nevada, Oregon sowie Ost- und Westwashington zuständig ist. Dieses Amt übte er bis zum 4. März 1897 aus.
Seinen schnellen beruflichen Aufstieg verdankte er insbesondere dem Eisenbahnunternehmer und Politiker Leland Stanford.

## Politische Laufbahn

### Kongressabgeordneter
McKenna begann seine politische Laufbahn mit der Wahl zum Abgeordneten der California State Assembly, der er zwei Jahre von 1875 bis 1877 angehörte.
Am 4. März 1885 wurde er Abgeordneter des US-Repräsentantenhauses, nachdem er bereits 1876 und 1878 erfolglos für den Kongress kandidiert hatte. Dort vertrat er als Mitglied der Republikanischen Partei bis zum 28. März 1892 die Interessen des dritten Kongresswahlbezirks von Kalifornien. Zeitweise gehörte er dem einflussreichen Committee on Ways and Means an, wo er Freundschaft mit William McKinley schloss.

### Justizminister unter Präsident McKinley und Richter am Supreme Court
Am 5. März 1897 berief ihn der zum US-Präsidenten gewählte William McKinley als Justizminister (Attorney General) in sein Kabinett. Er übte dieses Amt jedoch nur bis zum 25. Januar 1898 aus und wurde dann von John W. Griggs abgelöst.

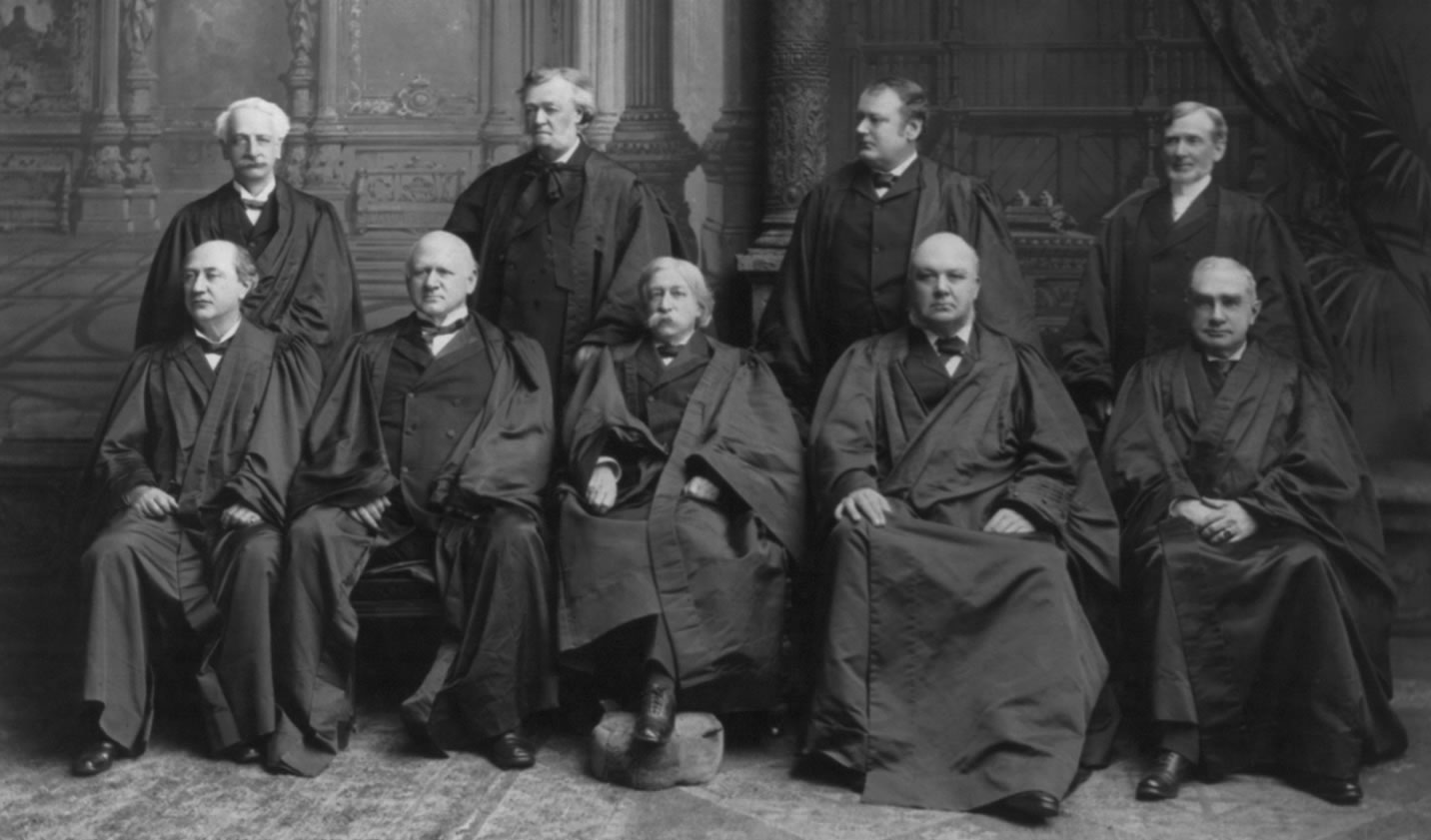
Supreme Court of the United States (um 1900). Von links nach rechts: Justice Peckham, Justice Brewer, Justice Shiras, Justice Harlan, Chief Justice Fuller, Justice White, Justice Gray, Justice McKenna, Justice Brown

Präsident McKinley berief ihn am 26. Januar 1898 gegen den Widerstand von einigen Senatoren als Nachfolger von Stephen Johnson Field zum Richter am United States Supreme Court. Im Anschluss daran absolvierte er über einige Monate mehrere Kurse an der Columbia Law School, um seine Eignung für das Richteramt nachzuweisen.
Als Richter war er selten Vertreter der Mehrheitsmeinung und meist Verfasser von abweichenden Meinungen. McKenna war unter anderem Verfasser der wichtigen Entscheidung Hoke v. United States, in der der 1910 verabschiedete Mann Act durch den Obersten Gerichtshof bestätigt wurde. Seine wichtigste Urteilsbegründung fand im Rahmen der versuchten Auflösung des so genannten „Steel Trust“ statt. 1911 versuchte die US-Bundesregierung, die Antitrust-Gesetze des Bundes anzuwenden, um US Steel aufzubrechen. Dieser Versuch scheiterte jedoch, da die von McKenna verfasste Urteilsbegründung, die mit vier zu drei Stimmen im Obersten Gerichtshof angenommen wurde, ausführte, dass die United States Steel Corp. und seine untergeordneten Gesellschaften keine Gesellschaft im Sinne des Sherman Anti-Trust-Gesetzes darstellten.
Am 5. Januar 1925 trat er nach fast 27 Amtsjahren auf Bitten des Obersten Bundesrichters, William Howard Taft, zurück, nachdem er bereits zehn Jahre zuvor einen Schlaganfall erlitten hatte. Sein Nachfolger wurde Harlan Fiske Stone.